# Bellevalia anatolica
Bellevalia anatolica là một loài thực vật có hoa trong họ Măng tây. Loài này được B.Mathew & Özhatay mô tả khoa học đầu tiên năm 1994.